# W. M. Keck Observatoriet
W. M. Keck Observatoriet er et to teleskopers astronomisk observatorium, der er bygget i en højde over vandoverfladen på 4.145 meter nær toppen af Mauna Kea i den amerikanske stat Hawaii.  
Begge teleskoper har primærspejle på 10 meter i diameter - og de er pt (2014) nogle af de største optiske teleskoper i brug i verden.  Kombinationen af den gode placering, stor optik - og innovative instrumenter gør at teleskoperne er de to mest videnskabeligt produktive teleskoper på jorden.

## Eksternal henvisninger
- Wikimedia Commons har flere filer relateret til W. M. Keck Observatoriet
- W. M. Keck Observatory Arkiveret 3. november 2017 hos  Wayback Machine (official site)
- Mauna Kea Observatories (official site)
- Keck Observatory Archive (KOA)
- Lawrence Berkeley Lab, Revolution in telescope design Arkiveret 22. december 2017 hos  Wayback Machine
- Indigenous Controversy Arkiveret 3. februar 2011 hos  Wayback Machine

19°49′35″N 155°28′28″V / 19.8263°N 155.47441°V